# RbAM Heitor Perdigão
RbAM Heitor Perdigão foi um rebocador de alto-mar da Marinha do Brasil pertencente a Classe Heitor Perdigão.
O navio foi incorporado na Marinha do Brasil em 1921.